# Złoty wiek myśli chrześcijańskiej
Złoty wiek myśli chrześcijańskiej – seria źródeł dotyczących antyku chrześcijańskiego ukazująca się w Krakowie w latach 1947-1949 nakładem Wydawnictwa Mariackiego. Jej redaktorem był Tadeusz Sinko. Wydawanie serii zakończyło się w 1949 kiedy zamknięto wydawnictwo Mariackie. Większość tomów miało pójść na przemiał. 

## Tomy wydane w ramach serii
- Św. Bazyli Wielki, Wybór homilii i kazań, tłum. i wstępem opatrzył Tadeusz Sinko, Kraków: Wydawnictwo Mariackie 1947.
- Św. Jan Złotousty, Dwadzieścia homilii i mów, tłum. i wstępem opatrzył Tadeusz Sinko, Kraków: Wydawnictwo Mariackie 1947.
- Św.  Jan Złotousty, Homilie na listy pasterskie św. Pawła i na list do Filemona, tłum. i wstępem opatrzył Tadeusz Sinko, Kraków: Wydawnictwo Mariackie 1949.